# Ceratopsyche ardens
Ceratopsyche ardens är en nattsländeart som först beskrevs av Mclachlan 1875.  Ceratopsyche ardens ingår i släktet Ceratopsyche och familjen ryssjenattsländor. Inga underarter finns listade i Catalogue of Life.